# Etna (pirocorvetta)
L'Etna è stata una pirocorvetta ad elica della Regia Marina.

## Storia
Impostata il 17 marzo 1860 nei cantieri di Castellammare di Stabia per conto della Real Marina del Regno delle Due Sicilie, la pirocorvetta non giunse mai a prestare servizio sotto tale bandiera. Nel settembre 1860, infatti, con l'occupazione di Napoli, la nave venne catturata sullo scalo dalle truppe garibaldine e sardo-piemontesi, e la costruzione proseguì dapprima per conto della Marina del Regno di Sardegna e quindi, dal 17 marzo 1861 (ad esattamente un anno dall'impostazione) per la Regia Marina, che varò la nave il 17 luglio 1862, ponendola quindi in servizio il 1º luglio 1863.
Scafo in legno con carena ricoperta di rame, la pirocorvetta, armata con 12 cannoni, aveva, oltre all'apparato propulsivo a vapore, tre alberi a vele quadre.
Nella sua vita operativa l'Etna non partecipò ad operazioni di particolare rilievo. Il 23 aprile 1864, nel corso di torbidi e rivolte in Tunisia, la nave lasciò La Spezia diretta a Susa, per proteggere la locale comunità italiana: l'unità arrivò nel porto tunisino il 27 aprile, dopo aver fatto tappa – il 24 – a Tunisi. In maggio la pirocorvetta, insieme ad un'altra nave italiana, la Rosolino Pilo, prestò soccorso ai cittadini italiani a Susa, mentre nel luglio 1864 fu dislocata a Sfax in qualità di stazionaria, rimpiazzando in questo ruolo la pirocorvetta Magenta.
Nel 1866, durante la terza guerra d’indipendenza, la corvetta, al comando del capitano di fregata Ferdinando Acton, operò nel canale d'Otranto con compiti di esplorazione, e durante le operazioni contro l'isola di Lissa (17-20 luglio 1866) disimpegnò servizio di nave ausiliaria ripetitrice di segnali per conto della II Squadra (navi in legno, al comando del viceammiraglio Giovan Battista Albini) dell'Armata Navale. Non presente alla tristemente nota battaglia di Lissa, il 20 luglio 1866, fu poi dislocata a Brindisi, da dove per il resto del conflitto operò nel Basso Adriatico a contrasto del contrabbando di guerra. Venne poi disarmata per alcuni mesi.
Nel giugno 1867 (o febbraio 1868: il 18 di quel mese la nave, in rotta per Montevideo, fece scalo a Gibilterra, proseguendo poi insieme alla vecchia pirocorvetta a ruote Guiscardo) l'Etna, dopo lavori in bacino di carenaggio a Napoli, fu inviata in Sudamerica, dove rimase, come stazionaria al Rio della Plata, sino al 1872. Nave ammiraglia della Divisione Navale in America Meridionale, l'unità, nel suo viaggio di andata, trasportò a Montevideo il comandante di tale Divisione, contrammiraglio Evaristo del Carretto, e stazionò per qualche tempo in tale porto. Nel marzo 1871 fu inviata a Santa Fe, dove le truppe argentine erano state inviate contro la colonia italiana di S. Carlos, un cui colono aveva ucciso un argentino resosi a sua volta responsabile dell'omicidio di un ragazzo, per supportare la colonia italiana.
Rientrata in Italia, la nave giunse a Venezia il 4 marzo 1872, e venne immediatamente posta in disarmo. Radiata già il 31 marzo 1875, dopo meno di dodici anni di servizio, l'Etna venne demolita.